# Eucarpia maculipennis
Eucarpia maculipennis är en insektsart som först beskrevs av William Lucas Distant 1917.  Eucarpia maculipennis ingår i släktet Eucarpia och familjen kilstritar.
Artens utbredningsområde är Seychellerna. Inga underarter finns listade i Catalogue of Life.